# 永靖鄉
永靖鄉位於台灣彰化縣中部偏東南，北與東北鄰埔心鄉、員林市，東鄰社頭鄉，南鄰田尾鄉，西鄰溪湖鎮。鄉內地勢平坦，無山岳與湖澤。鄉內人口約3.5萬人，人口密度每平方公里約有1,680人，是臺灣本島人口密度第二高的鄉，也是全國人口密度第三高的鄉。

## 地名的由來
永靖地名自1813年（嘉慶18年）由楊桂森命名後，曾經歷數次改動，除歷史可稽外，還有不同於歷史記錄的說法：
一、廣東省潮州府的客家墾民於1813年（嘉慶18年）在地建立街市，當時的墾民命名為永靖，意在期勉本地區與附近居民能和平共處（當時閩粵械鬥事常發生），永久安靖，永遠寧靜。永靖二字本為永靖街市的名稱，大約是今日的永東、永西村，後來以街市名為鄉鎮名。
二、日治時代初期改為關帝廳，代表本區之地名。關帝廳之名在1813年（嘉慶18年）與道光年間均有文獻（道光版《彰化縣志》第十一卷/雜記志/兵燹：「員林一帶粵人（潮州人），紛紛搬入大埔心及關帝廳等處...」）提及。
三、1920年（大正9年），日本實行地方行政區域改革，將三字地名改為二字，命名回舊名永靖，但寓意已改為「水患頻仍，以求止息水患，永保安寧」
四、本地區以前火災頻繁，舊屋常被燒毀而蓋新屋。當地居民苦於火災之患，故改地名為「永靖」，其意為「永久安靖」，並於永靖街與中山路的交叉口種榕樹，以及在永靖街中間建「永安宮」兩端則建立「永奠宮」及「永福宮」，火災才逐漸減少。
五、據長者聽說在火災頻繁尚未命名為「永靖」前，地名為「新厝」。

## 歷史
- 清領時期，永靖在行政區域上屬於武西堡。
- 1813年（清嘉慶十八年），廣東省潮州府的墾民於此地建立街市。
- 日治初期，永靖大部份歸屬關帝廳區；永靖西區歸屬羅厝區或海豐崙區。
- 1920年，重新劃分區域為臺中州員林郡『永靖庄』，永靖的行政區就此定型下來。
- 1945年，改為臺中縣員林區『永靖鄉』。
- 1950年，改為彰化縣永靖鄉至今。

## 地理

### 地形
彰化縣北邊為彰化隆起海岸平原，南邊為濁水溪沖積平原，北邊為坡度5%至55%的八卦山脈，永靖鄉居於這三者之中的彰化平原。地勢與八堡圳溪流流向相同，由東南向西北緩降。永靖鄉平均海拔約在二十公尺上下。土壤以粘板岩老沖積土為主，少部份為粘板岩新沖積土。土質呈中性反應。

### 水文
因濁水溪沖積平原地下水豐富，飽和層離地面甚近，地面與地下水位的深度只二至四公尺，致使鄉內較低窪的地區有湧泉現象，往往土質過於鬆軟，農民雙足陷入泥中，深及至膝蓋或大腿，耕作不便。

### 水利發展
永靖鄉主要灌溉的水源是十五庄圳，於1721年（康熙六十年）由武西堡大埔心庄（今埔心鄉）黃仕卿倡築。源頭在二水鼻子頭附近（八堡圳口左側），引濁水溪入圳，使水順勢西流，灌溉圳岸兩側的村莊。流經永靖鄉的村落有湳港西莊、關帝廟（廳）庄、獨鰲庄、同安宅庄、崙子尾庄、福興庄及竹仔腳庄等。
1862年（同治初年），民眾出資搶修十五庄圳，並推舉代表人吳郡山、魏尚瑩（日治時期曾任永靖庄長）、魏精仁（魏尚瑩之子）輪流管理。
1907年（明治四十年）十五庄圳併於八堡圳，原八堡圳改稱為八堡圳第一圳，十五庄圳改稱為八堡圳第二圳。現今永靖鄉內主要的水道，如：湳港舊圳、浮圳、陳厝厝排水路、湳港西排水路、崙子尾排水支圳、四塊厝支圳等均屬於第二圳。
永靖鄉的水源來自於合歡山南麓的濁水溪，水流含有多量的「粘板岩」，故溪水呈黑灰色。

### 人口
根據彰化縣員林戶政事務所及內政部戶政司統計，2024年底永靖鄉戶數約1.2萬戶，人口約3.5萬人，人口密度每平方公里約1,680人，為臺灣人口密度第三高的鄉。鄉內人口最多與最少的村分別是瑚璉村與四芳村，2024年底兩村人口分別為3,369人與654人。
依據日籍學者庄司久孝在1937年（昭和十二年）以人口資料作為台灣人口的地理學研究中，發現永靖鄉人口密度每平方公里超過五百人，居全島農村之首。

### 族群與語言
以民族學角度來看，世居於永靖者約有七成來自廣東潮州府饒平縣的潮州閩南人及客家人，比例上大多為潮州閩籍及部分客家籍，但因居於閩南泉漳人數居多的彰化平原，大多數居民已被閩南泉漳人同化。永靖潮州閩人分布永靖西半部，客家人則分布於永靖東半部。
雖然居民已經同化於漳泉福佬人，客籍及潮州福佬籍族群也從潮州閩語（潮汕話）、饒平客家語語言轉移到臺灣閩南語，潮汕話現已滅絕，但仍遺留若干老漳腔口音，形成特殊的「永靖腔」。常以下列句子來表現出永靖人臺灣閩南語發音的不同，即永、靖、冰、冷、𠕇（推薦用字，意及俗寫硬）等ing（國際音標：/iŋ/）韻腳皆轉如eng （/eŋ/）。如以下句子：「永靖枝仔冰，冷冷𠕇𠕇（硬硬）」（永靖腔台羅：Éng-tsēng ki-á-peng, léng-léng tēng-tēng）。事實上持此口音的人還包括埔心鄉、員林市、田尾鄉、大村鄉部份村及社頭鄉部份村，是粵東潮州話或西部漳州話的殘留區。
除了ing轉eng韻，彰化縣福佬客地區也會將「it / ip / ik」等入聲韻轉為「et / ep / ek」韻，如永靖鄉的竹子村（竹仔跤）發音「tek-á-kha」。迫發音為「pik」轉「pek」，得發音為「tit」轉「tet」，級發音為「kip」轉「kep」，而「ih」韻則不會轉「eh」韻。
而該處曾使用的客語饒平腔的迫音「bèd」（臺灣客拼，下同），得音「dedˋ」，冰音「benˇ」，冷音「lenˇ」，頂音「denˋ」，皆與永靖腔相似。

## 政治

### 歷任首長
| 任次 | 姓名   | 備註                       |
| ---- | ------ | -------------------------- |
| 1    | 陳作忠 |                            |
| 2    | 陳作忠 |                            |
| 3    | 陳作忠 |                            |
| 4    | 詹澤浩 |                            |
| 5    | 邱樹火 |                            |
| 6    | 胡瑞焚 |                            |
| 7    | 胡瑞焚 |                            |
| 8    | 羅勇模 |                            |
| 9    | 邱家濯 |                            |
| 10   | 詹德發 |                            |
| 11   | 詹德發 |                            |
| 12   | 邱榮昌 | 中國國民黨                 |
| 13   | 邱榮昌 | 中國國民黨                 |
| 14   | 黃建彰 | 中國國民黨                 |
| 15   | 黃建彰 | 中國國民黨                 |
| 16   | 李詩焱 | 中國國民黨                 |
| 17   | 江吉存 | 無黨籍，解職               |
| 17   | 邱榮昌 | 代理                       |
| 17   | 詹木根 | 無黨籍，補選上任           |
| 18   | 詹木根 | 無黨籍                     |
| 19   | 魏碩衛 | 民主進步黨，首屆該黨籍上任 |

### 鄉政組織

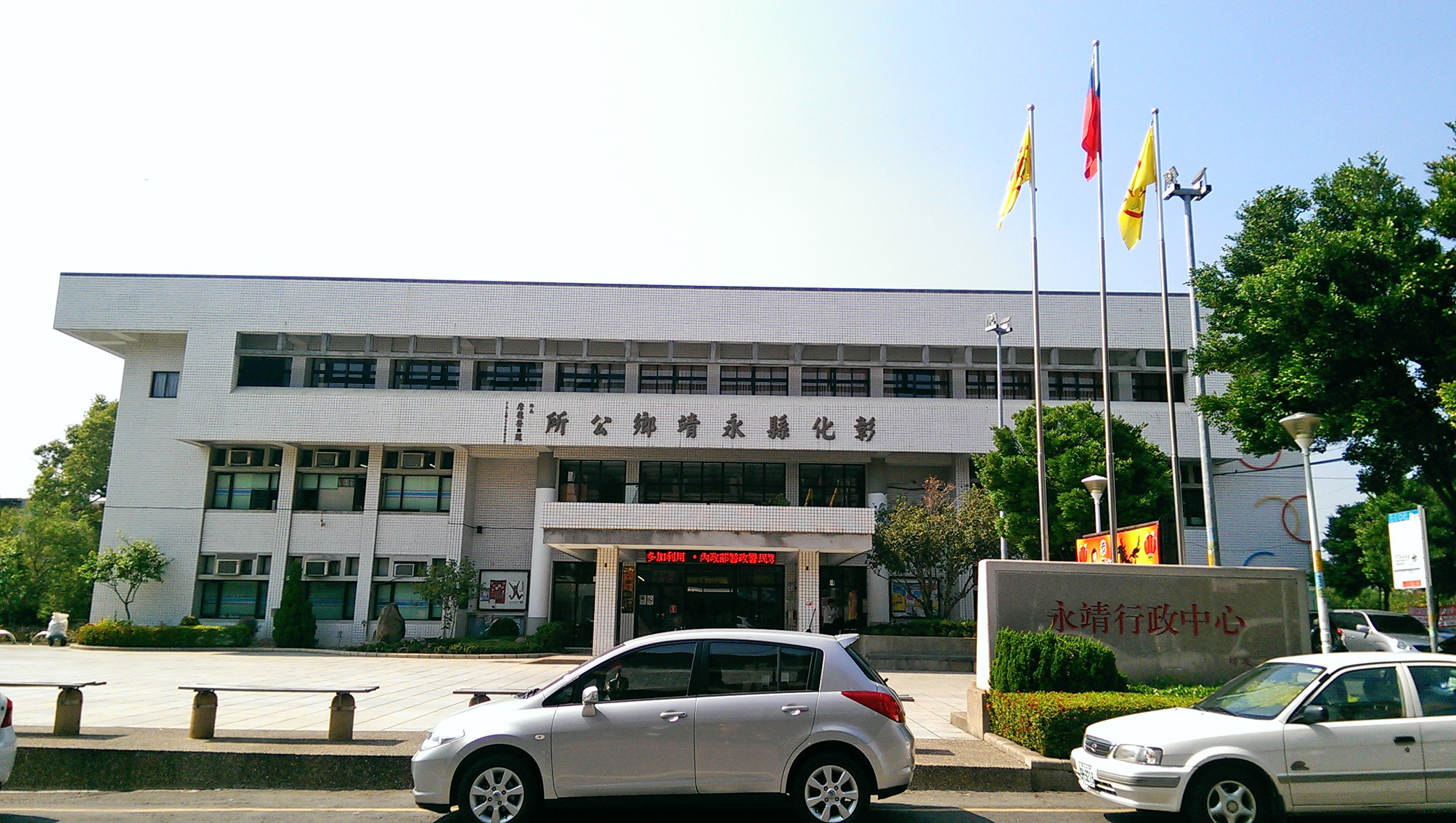
永靖鄉公所

永靖鄉公所是永靖鄉最高層級的地方行政機關，在中華民國政府架構中為鄉自治的行政機關，同時負責執行縣政府及中央機關委辦事項，永靖鄉的自治監督機關為彰化縣政府。鄉長由全體鄉民直接選舉產生，任期為四年，可連選連任一次。永靖鄉公所並置鄉政會議，為鄉政最高決策機構，在鄉之下，設有5課4室等9個內部單位及2個附屬機關。
永靖鄉民代表會是永靖鄉的最高民意機關，代表永靖鄉全體鄉民立法和監察鄉政。鄉民代表由公民直選選出，任期為四年，可連選連任。永靖鄉民代表會共有11位鄉民代表，分別為第一選區3席鄉民代表、第二選區5席鄉民代表、第三選區代表3席鄉民代表，主席、副主席由11位鄉民代表互選產生。

### 行政區
| 五汴村 村長袁百里 | 港西村 村長黃銀砂 | 崙美村 村長胡順昌 | 新莊村 村長詹日新 | 永東村 村長張銘達 | 永西村 村長胡耿銘 | 四芳村 村長盧清連 | 湳墘村 村長林 輝  |
| 永南村 村長劉嘉龍 | 永北村 村長邱金章 | 永興村 村長賴同崙 | 崙子村 村長朱再添 | 浮圳村 村長游世庭 | 東寧村 村長洪仁俊 | 福興村 村長江錦文 | 同仁村 村長張清標 |
| 光雲村 村長詹德如 | 五福村 村長高芳熙 | 湳港村 村長呂金和 | 瑚璉村 村長李振申 | 獨鰲村 村長黃銀誠 | 敦厚村 村長劉協錫 | 竹子村 村長周文曲 | 同安村 村長陳坤立 |

### 警政治安
- 彰化縣警察局員林分局
  - 永靖分駐所：彰化縣永靖鄉永東村中山路二段17號　Tel：(04)822-1813
  - 同安派出所：彰化縣永靖鄉同安村永福路一段692號　Tel：(04)822-2159

## 教育

### 高級職業學校
- 國立永靖高級工業職業學校

### 國民中學
- 彰化縣立永靖國民中學

### 國民小學
- 彰化縣永靖鄉永靖國民小學
- 彰化縣永靖鄉福德國民小學
- 彰化縣永靖鄉德興國民小學
- 彰化縣永靖鄉永興國民小學
- 彰化縣永靖鄉福興國民小學

## 交通

### 鐵路
臺灣鐵路公司
- 縱貫線
  - 永靖車站

### 公路
省道
- 台1線

## 旅遊景點

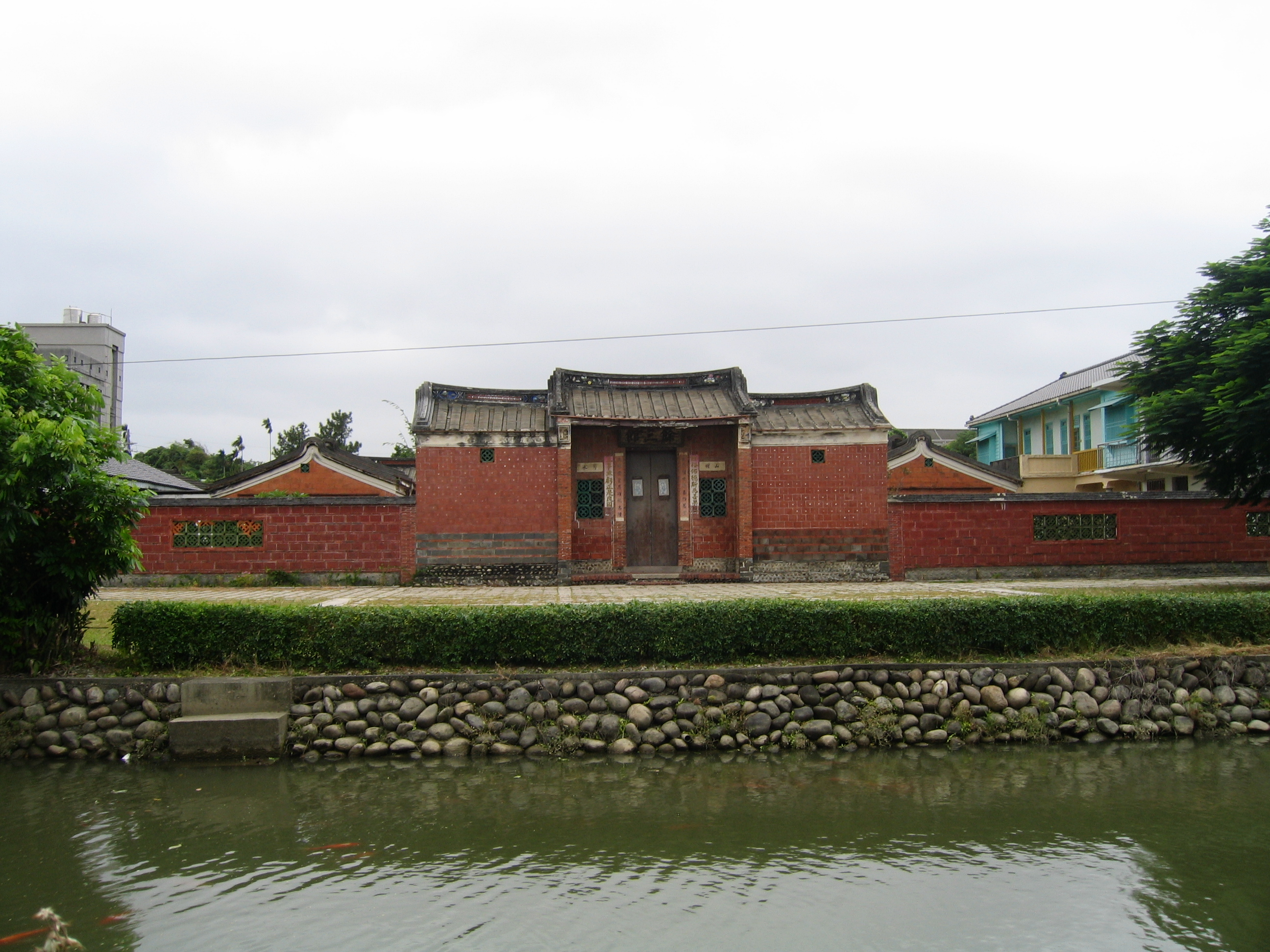
餘三館院門及前方之風水池

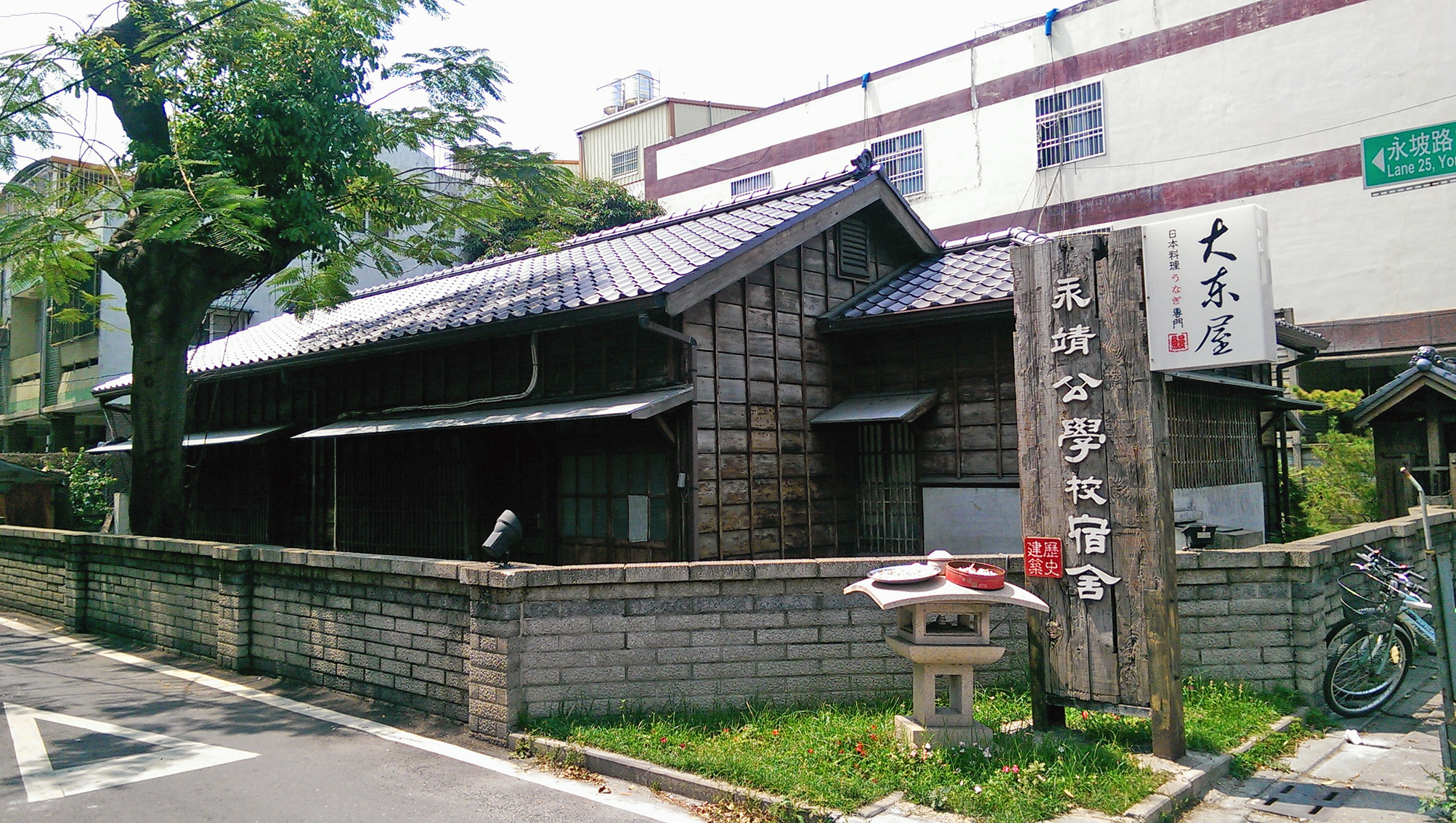
永靖公學校宿舍.

- 餘三館：為國家三級古蹟，是台灣最具代表性的十大古厝之一。
- 永靖公學校宿舍：歷史建築
- 永靖清福宮：光雲村的土地祠，其舊廟身被列為彰化縣歷史建築。
- 永靖甘澍宮：主祀天上聖母，每年聖誕日前有大批蜜蜂進駐築巢甚至進入媽祖神像內，又名蜜蜂媽祖。
- 永靖鄭成功紀念館：港西村的鄭成功廟，前身是被拆除的「永奠宮」。
- 永靖永安宮：永靖庄最早的大廟，主祀三山國王。
- 永靖甘霖宮
- 恩烈祠十三位義民廟：獨鰲村的義民廟。
- 永靖五福宮：五福村的土地祠，為武德殿造型。
- 城腳媽宮：是一座祭拜當年漂流到這邊女屍，香火鼎盛。所以有前街王爺宮(永安宮)、後街城腳媽之說。
- 永靖獸魂碑
- 高鐵聯外道路-永靖陸橋
- 永靖古樹公：被當地人視為神樹。
- 永靖陳氏家廟
- 邱氏宗祠敦睦堂
- 江氏濟陽堂
- 永靖忠實第
- 成美文化園

## 外部連結
- 永靖鄉公所 （页面存档备份，存于）
- 永靖鄉公所的Facebook專頁